# 聯邦星艦企業號 (NCC-1701-B)
聯邦星艦企業號，NCC-1701-B，或进取号-B（USS Enterprise (NCC-1701-B)，或）是一艘出現於科幻电视剧集《星际旅行》中的虚构星艦。這精進级星舰由John Harriman上校指揮舵手為Demora Sulu，是星際聯邦創立以來第三艘以「企業號」命名的星艦。在最早在企業號Ｄ的會議廳牆上，有個代表 NCC-1701-B 彫刻品,是以精進號 (USS Excelsior NCC-2000) 形狀做成的。

## 衍生作品
有企業號-B 出現的衍生作品:
- 小說艦長的女兒彼得大衛著
- PC遊戲星艦創造者
- 小說星艦迷航失落年代: 蛇夫座毀滅大衛R. 喬治III世著
- 短篇小說鐵釘與十字架，其中艦長桌上的名單文集, 大衛R. 喬治III世著

以上劇情中拼湊出的後續發展：
- 2301 — 苏鲁光升為大副。
- 2311 — 羅慕倫帝國的書冊事件後Demora Sulu升為艦長.
- 2315 — 苏鲁光一年後因為得絕症而放棄指揮權.
- 2332 — 企業號-C服役取代之。（星艦迷航失落年代：靈魂之牆）